# Aponogeton schatzianus
Aponogeton schatzianus är en enhjärtbladig växtart som beskrevs av Josef Bogner och H.Bruggen. Aponogeton schatzianus ingår i släktet Aponogeton och familjen Aponogetonaceae.
Artens utbredningsområde är Madagaskar. Inga underarter finns listade.